# Honduras ai XVI Giochi olimpici invernali
L'Honduras partecipò ai XVI Giochi olimpici invernali, svoltisi ad Albertville, Francia, dall'8 al 23 febbraio 1992, con una delegazione di 1 atleta impegnata in una disciplina.